# Spirobolus impudicus
Spirobolus impudicus är en mångfotingart som beskrevs av Karsch 1881. Spirobolus impudicus ingår i släktet Spirobolus och familjen Spirobolidae. Inga underarter finns listade i Catalogue of Life.